# Lijst van Belgische adelsverheffingen 1912
Lijst van adelsverheffingen in België in 1912

## Baron
- Evence Coppée, verheffing, erfelijke adel, baron, overdraagbaar bij eerstgeboorte
- Fernand van der Straeten, verheffing, erfelijke adel, baron, overdraagbaar bij eerstgeboorte

## Jonkheer
- Henri Delvaux de Fenffe, verheffing, erfelijke adel
- Emile van Hoobrouck de Tewalle, erkenning, erfelijke adel
- Louis van Hoobrouck de Tewalle, erkenning, erfelijke adel
- Léon van Hoobrouck de Tewalle, erkenning, erfelijke adel
- Frédéric van de Kerchove, erkenning, erfelijke adel
- Gaston Moeremans, verheffing, erfelijke adel
- Maurice Pirmez, verheffing, erfelijke adel (1925: baron, overdraagbaar bij eerstgeboorte)
- Jean Pirmez, verheffing, erfelijke adel
- Raoul Pirmez, verheffing, erfelijke adel
- Ernest Solvyns, verheffing, erfelijke adel
- André Solvyns, verheffing, erfelijke adel
- Joseph Solvyns, verheffing, erfelijke adel
- Léon Solvyns, verheffing, erfelijke adel (1939: baron, overdraagbaar bij eerstgeboorte)

## Jonkvrouw
- Elisa van Hoobrouck de Tewalle, erkenning